# Fliegerdenkmal

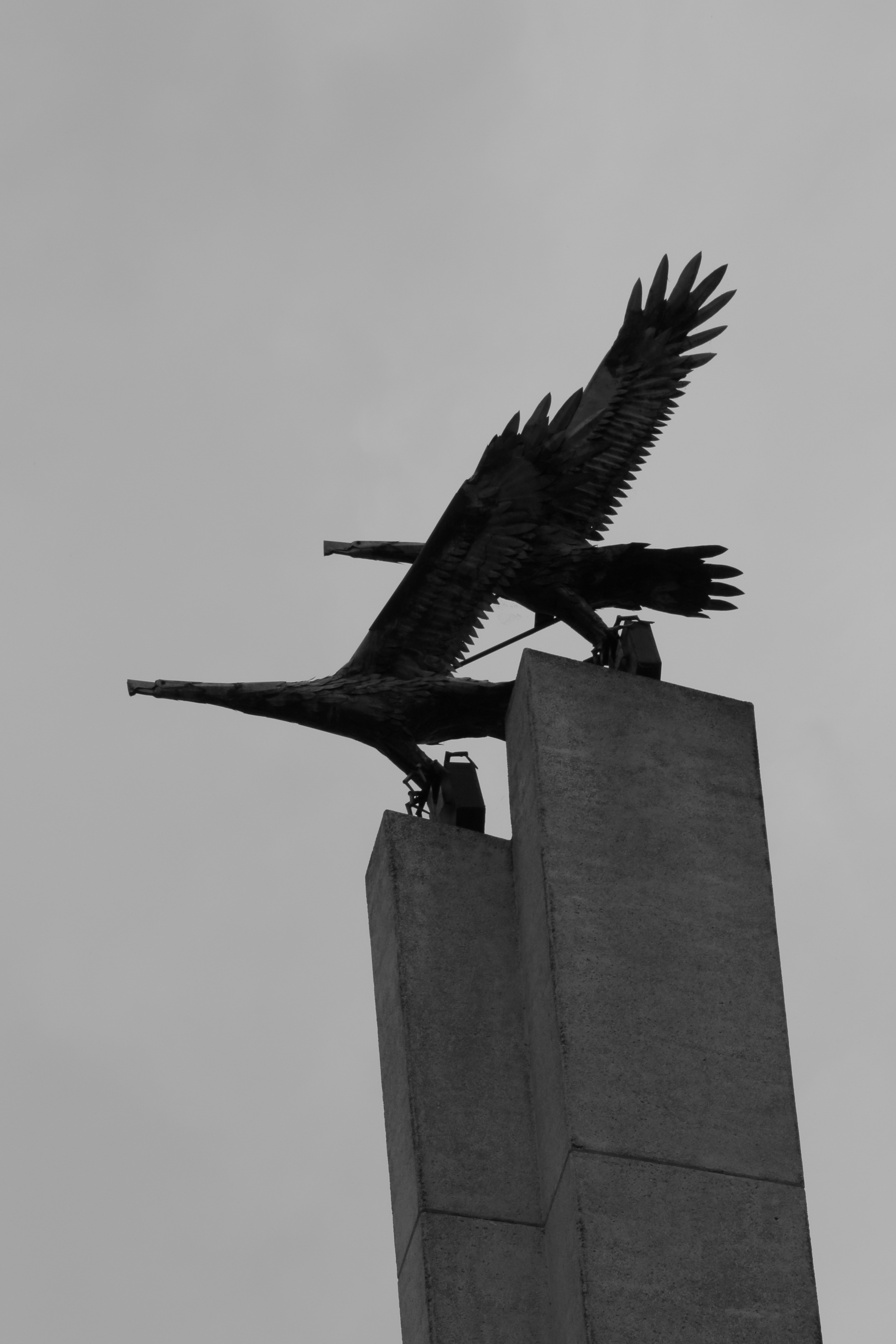
Fliegerdenkmal zum Gedenken an die toten Jagdflieger aller Völker des Zweiten Weltkrieges, Geisenheim im Rheingau

Fliegerdenkmale gibt es als Erinnerung an Flugunfälle oder Abstürze, aber auch als Zeichen für nahegelegene Flugschulen oder Fliegerzentren. Diese Denkmale stehen oft auf Gipfeln oder markanten Felsstufen. Ein häufig verwendetes Emblem ist der Adler.

## In der Fliegersprache
Fliegerdenkmal ist auch ein Euphemismus aus der Fliegersprache und bezeichnet ein Flugzeug, das beim Start oder (häufiger) bei der Landung einen Unfall hatte und dabei einen „Kopfstand“ gemacht hat.
Ursachen können sein:
- Pilotenfehler

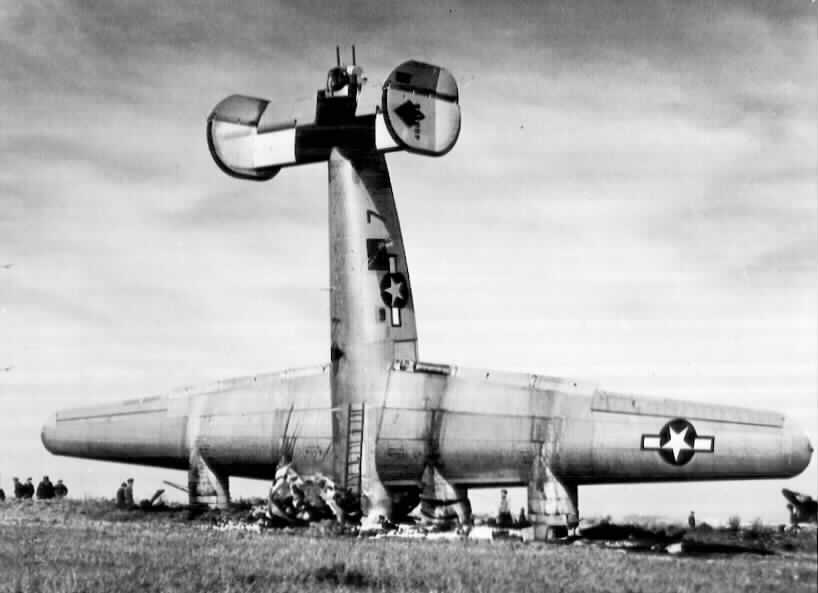
Bei diesem amerikanischen Bomber vom Typ B-24 Liberator (mit Bugrad) blockierten beim Start die Bremsen. Dabei fanden 6 Besatzungsmitglieder den Tod (1946).

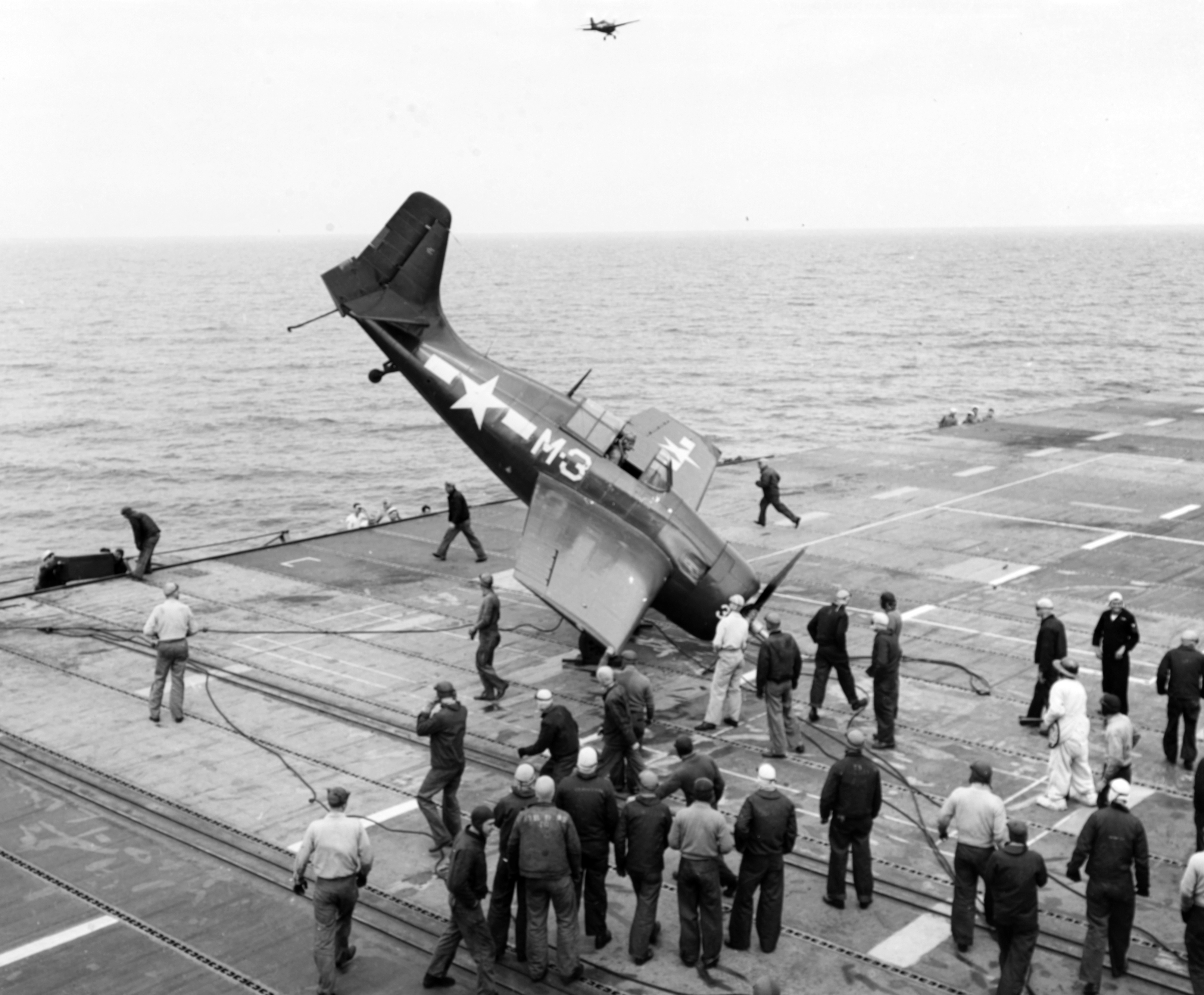
Grumman F4F Wildcat nach einem Unfall an Bord des amerikanischen Trainingsflugzeugträgers USS Sable im Mai 1945

- eine unebene Start- bzw. Landebahn
- technisches Versagen, z. B. Blockieren der Räder
- Windböen oder der Propellerstrahl anderer Flugzeuge, vor allem bei leichten Maschinen

Die früher üblichen Flugzeuge mit Spornrad waren für diese Art Unfall besonders anfällig, da zuerst mit dem vorne liegenden Hauptfahrwerk aufgesetzt wurde und im Falle eines Hängenbleibens am Boden das Flugzeug nach vorne kippte. Heutige Flugzeuge besitzen meist ein  Bugrad, so dass sie im Falle eines Hängenbleibens mit dem Hauptfahrwerk nur auf das Bugrad kippen. Selbst im Falle eines Bruchs des Bugfahrwerks neigen sich solche Flugzeuge zwar nach vorne, aber aufgrund des weiter hinten liegenden Hauptfahrwerks kommt es nur selten zu einem ausgeprägten „Kopfstand“ (es ist allerdings nicht exakt definiert, ab welcher Neigung von einem Fliegerdenkmal gesprochen werden kann). Außerdem benutzen die meisten Flugzeuge heute gut ausgebaute Pisten ohne große Unebenheiten, was die Unfallgefahr weiter verringert.